# Région bilingue de Bruxelles-Capitale
Pour les articles homonymes, voir Bruxelles (homonymie).
Ne doit pas être confondu avec Région de Bruxelles-Capitale.

Les quatre régions linguistiques de Belgique. La région bilingue de Bruxelles-Capitale est en hachuré.

La région bilingue de Bruxelles-Capitale est une des quatre régions linguistiques de Belgique, et correspond aux contours de la Région bruxelloise comprenant les dix-neuf communes de Belgique où le français et le néerlandais sont officiels. Avec ses quelque 1 200 322 habitants au 1er janvier 2019, elle regroupe 11,57 % de la population belge.

## Langues
Le français et le néerlandais y sont les seules langues officielles.

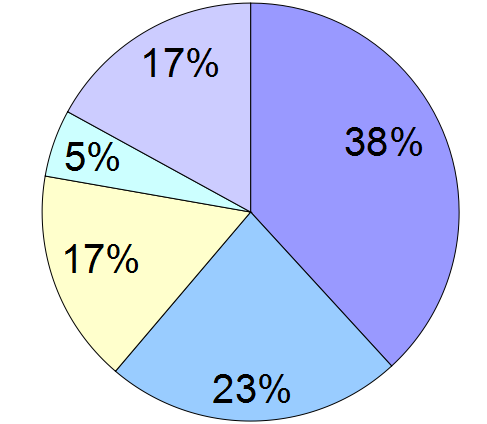
Langues parlées à la maison (Bruxelles-Capitale, 2013 – estimations)
Français
Français et langue étrangère
Néerlandais et français
Néerlandais
Autres langues

Cette région linguistique est officiellement bilingue (français et néerlandais) en raison de son statut de « région capitale » mais aussi de sa situation géographique particulière (enclave au sein de la Région flamande néerlandophone, néanmoins située à quelques kilomètres de la Région wallonne francophone). L'allemand, bien qu'également reconnu comme langue officielle de Belgique, ne bénéficie d'aucun statut linguistique au sein de la région linguistique Bruxelles-Capitale.

### Évolution linguistique
À l'origine, la langue de la population était le brabançon, variante locale du domaine linguistique néerlandophone. Mais, au cours des XIXe et XXe siècles, on constate une montée de la langue française. Bruxelles est devenue bilingue, voire multilingue, avec le français pour langue majoritaire et lingua franca, langue de convergence entre les différentes communautés linguistiques. À côté d'une immigration française et wallonne, cette progression du français s'explique avant tout par la conversion linguistique de la population flamande au cours des générations.
La francisation démarra graduellement au XVIIIe siècle, mais ne prit toute son ampleur que lorsque la Belgique devint indépendante et que le nombre d'habitants de la nouvelle capitale s'accrut rapidement,. Le recul massif du dialecte brabançon, communément appelé dialecte flamand,, ne commença que dans la seconde moitié du XIXe siècle. Le français — seule langue officielle en dépit de la majorité flamande — était la langue des tribunaux, de l'administration, de l'armée, de la culture, des médias et de l'enseignement. En tant que langue du pouvoir économique et politique, et des échanges internationaux à l'époque,, le français était considéré comme absolument nécessaire pour progresser socialement. Aussi, à  partir de 1880, constate-t-on une véritable explosion de bilingues au détriment des néerlandophones unilingues.
Le néerlandais ne se transmettait plus à la génération suivante, ce qui a eu pour effet une augmentation considérable du nombre des francophones unilingues après 1910. Aussi, à partir des années 1960, à la suite de la fixation de la frontière linguistique et de l'essor économique de la Région flamande, la francisation des néerlandophones a stagné. Durant la seconde partie du XXe siècle, Bruxelles devint progressivement une ville d'échanges internationaux, ce qui contribua à un afflux d'immigrants qui favorisèrent l'émergence du français ainsi que d'autres langues étrangères aux dépens du néerlandais. Simultanément, à la suite de l'urbanisation, un nombre supplémentaire de communes précédemment néerlandophones de la périphérie bruxelloise devinrent majoritairement francophones,. Ce phénomène, connu en Flandre comme la « tache d'huile », constitue, en même temps que la question du statut de Bruxelles, un des principaux sujets de contentieux de la politique belge,,.

### Situation linguistique actuelle
La région linguistique de Bruxelles-Capitale est habitée par une majorité d'habitants ayant comme langue maternelle ou principale langue le français (environ 92%), par une minorité de néerlandophones (entre 5 % et 8 %), et par une importante minorité d'allophones (entre 1% et 3 %), ces derniers optant généralement pour le régime linguistique francophone. Cette minorité d'allophones comprend notamment les nombreux représentants des fonctionnaires internationaux (exemple : OTAN) et fonctionnaires de l'Union européenne, ainsi que leurs familles en provenance des pays de l'Union européenne ou appartenant aux multinationales et lobbys européens et extra-européens installés à Bruxelles. À ces derniers s'ajoutent les résidents étrangers issus non seulement des anciennes colonies belges (République démocratique du Congo (RDC), Rwanda et Burundi en Afrique subsaharienne), du Maghreb (notamment du Maroc), de Turquie, d'Amérique, d'Europe, d'Asie (Iran, Pakistan…), faisant de la Région un ensemble cosmopolite et multiethnique. Ces milieux assimilent le français, bien que l'anglais s'impose de manière croissante dans le monde des affaires. L'anglais, le turc, l'espagnol et l'arabe et le berbère parmi nombre d'autres langues, caractérisent une émigration récente d'émigrés.

## Institutions communautaires dans la région linguistique
La région linguistique étant bilingue, les Bruxellois francophones et Bruxellois néerlandophones disposent de leurs propres institutions politiques et administratives, COCOF, Commission communautaire française pour les francophones et VGC Vlaamse Gemeenschapscommissie pour les néerlandophones. Les matières bi-communautaires, c'est-à-dire les matières qui ne peuvent être liées à une communauté linguistique particulière dans la région sont gérées par la Commission communautaire commune-Gemeenschappelijke Gemeenschapscommissie (COCOM).
Une école de Bruxelles, en tant qu'institution pédagogique, dépend soit de la Communauté française si l'école est francophone, soit de la Communauté flamande si elle est néerlandophone, et ceci tant pour ce qui est du salaire des enseignants qu'en ce qui concerne les programmes enseignés. C'est un compromis complexe, mais qui permet une cohabitation pacifique des deux cultures de ce pays.
Les compétences communautaires sont au nombre de trois : l'enseignement, la culture et les matières personnalisables. Pour l'enseignement et la culture, les établissements dont les activités sont francophones ou néerlandophones dépendent respectivement des communautés française et flamande. En ce qui concerne la culture, c'est le même raisonnement sauf qu'il existe des institutions dites « biculturelles » qui restent soumises à la compétence du pouvoir fédéral. Ce sont des institutions dont le rayonnement dépasse la Région de Bruxelles-Capitale comme les grands musées : musée des Beaux-Arts, musées royaux d'Art et d'Histoire (dits du Cinquantenaire) et leurs différents sites (porte de Hal, Pavillon Chinois, Tour Japonaise), Institut royal des Sciences naturelles de Belgique, musée royal de l'armée et d'histoire militaire, palais des Beaux-Arts, théâtre de l'Opéra royal (dit de la Monnaie), ainsi que le palais de Justice et les sièges de Justice de Paix, la justice étant un domaine strictement fédéral.
Pour les matières dites personnalisables dans la langue administrative, c'est-à-dire celles qui concernent la personne des citoyens – la santé et l'action sociale – c'est en fonction de leur organisation fondée sur l'une ou l'autre des deux langues officielles que la distinction s'opère. Les établissements qui ont une organisation néerlandophone dépendent de la Communauté flamande (la Commission communautaire flamande n'ayant pas reçu le pouvoir d'édicter des décrets). Les établissements qui ont une organisation francophone dépendent de la Communauté française ou de la Commission communautaire française (COCOF) pour les matières que la Communauté française a transférées à cette dernière.
Enfin, certains établissements ou institutions dépendent de la Commission communautaire commune (COCOM) lorsque, en raison de leur destination, ils ne peuvent être considérés exclusivement francophones ou néerlandophones, comme les hôpitaux publics ou privés qui n'ont pas fait le choix d'être exclusivement francophones ou néerlandophones. Certaines compétences territoriales concernant les citoyens ont été confiées à la COCOM, comme le contrôle des maladies infectieuses, la lutte contre le dopage ou plus récemment les allocations familiales. Au reste, vu le fait qu'il n'y a pas de sous-nationalité, tout citoyen peut s'adresser directement à la Commission communautaire commune. Mais il peut aussi librement recourir à des services exclusivement francophones ou néerlandophones, comme l'Office national de l'enfance (ONE) ou son homologue Kind & Gezin (Enfant et Famille), indépendamment de sa propre langue, par exemple si un ressortissant d'une des deux cultures veut inscrire son enfant dans une institution dont la langue est différente de la sienne.

## Démographie
Elle comptait, au 1er janvier 2024, 11 748 716 habitants, soit une densité de 72 801,56 habitants/km² pour une superficie de 161,38 km².
Le graphique suivant reprend sa population résidente au 1er janvier de chaque année, en millions d'habitants.